# Xoanodera
Xoanodera es un género de escarabajos longicornios de la tribu Cerambycini.

## Especies
- Xoanodera alia Holzschuh, 2003
- Xoanodera amoena Pascoe, 1885
- Xoanodera angustula Holzschuh, 2006
- Xoanodera asphyxa Franz, 1972
- Xoanodera borneensis Vitali, Gouverneur & Chemin, 2017
- Xoanodera captiosa Holzschuh, 2019
- Xoanodera caudata Holzschuh, 2010
- Xoanodera curvitibialis Miroshnikov, 2019
- Xoanodera ferrugata Holzschuh, 2019
- Xoanodera interrupta (Pic, 1933)
- Xoanodera laticornis Gahan, 1891
- Xoanodera maculata (Pic, 1923)
- Xoanodera marmorata Gressitt & Rondon, 1970
- Xoanodera profunda Holzschuh, 1999
- Xoanodera regularis Gahan, 1890
- Xoanodera serraticornis Holzschuh, 2005
- Xoanodera similis Hüdepohl, 1998
- Xoanodera singularis Holzschuh, 2007
- Xoanodera snizeki Holzschuh, 1999
- Xoanodera striata Gressitt & Rondon, 1970
- Xoanodera subdita Holzschuh, 2005
- Xoanodera suturella Holzschuh, 2005
- Xoanodera trigona Pascoe, 1857
- Xoanodera trigona javana Schwarzer, 1929
- Xoanodera trigona unisulcata Holzschuh, 2019
- Xoanodera vermiculata Hüdepohl, 1989
- Xoanodera vitticollis Gahan, 1891
- Xoanodera wongi Hüdepohl, 1989